# Новогригорівська сільська рада (Генічеський район)
Новогриго́рівська сільська́ ра́да — адміністративно-територіальна одиниця та орган місцевого самоврядування в Генічеському районі Херсонської області. Адміністративний центр — село Новогригорівка.

## Загальні відомості
- Територія ради: 169,452 км²
- Населення ради: 2 441 особа (станом на 2001 рік)

## Населені пункти
Сільській раді підпорядковані населені пункти:
- с. Новогригорівка
- с. Зелений Гай
- с. Рози Люксембург

## Склад ради
Рада складається з 15 депутатів та голови.
- Голова ради: Солоп Ігор Євгенійович
- Секретар ради: Тєлкова Олена Іванівна

### Керівний склад попередніх скликань
| Прізвище, ім'я, по батькові | Основні відомості                                                                                    | Дата обрання | Дата звільнення |
| --------------------------- | --- | ------------ | --------------- |
| Борзов Віктор Іванович      | Сільський голова, 1949 року народження, освіта середня спеціальна, член Комуністичної партії України | 26.03.2006   | 31.10.2010      |
| Борзов Віктор Іванович      | Сільський голова, 1949 року народження, освіта середня спеціальна, безпартійний                      | 31.10.2010   | 16.12.2012      |
| Солоп Ігор Євгенійович      | Сільський голова, 1974 року народження, освіта вища, безпартійний                                    | 16.12.2012   |                 |

Примітка: таблиця складена за даними сайту Верховної Ради України

### Депутати
За результатами місцевих виборів 2010 року депутатами ради стали:

#### За суб'єктами висування
| Суб'єкт висування                                       | Кількість обраних депутатів | %    |
| ------------------------------------------------------- | --------------------------- | ---- |
| Партія регіонів                                         | 10                          | 62,5 |
| Політична партія «Сильна Україна»                       | 3                           | 18,8 |
| Народна партія                                          | 2                           | 12,5 |
| Політична партія Всеукраїнське об'єднання «Батьківщина» | 1                           | 6,3  |

#### За округами
| № округу                                                | Прізвище, ім'я, по батькові      | Дата визнання обраним | Освіта  | Партійна приналежність                        | Відомості про обраного депутата                                               |
| ------------------------------------------------------- | -------------------------------- | --------------------- | ------- | --------------------------------------------- | ----------------------------------------------------------------------------- |
| Народна Партія                                          |                                  |                       |         |                                               |                                                                               |
| 5                                                       | Гармаш Володимир Григорович      | 03.11.2010            | вища    | позапартійний                                 | Фермерське господарство"Агросоюз", директор                                   |
| 10                                                      | Заєць Петро Петрович             | 03.11.2010            | вища    | член Народної партії                          | пенсіонер                                                                     |
| Партія регіонів                                         |                                  |                       |         |                                               |                                                                               |
| 2                                                       | Шапошникова Олександра Семенівна | 03.11.2010            | середня | член Партії регіонів                          | ЧП Шапошник, приватний підприємець                                            |
| 3                                                       | Майсюк Андрій Петрович           | 03.11.2010            | вища    | член Партії регіонів                          | Новогригорівська сімейна амбулаторія, сімейний лікар                          |
| 4                                                       | Тєлкова Олена Іванівна           | 03.11.2010            | середня | член Партії регіонів                          | Новогригорівського виконкому та сільської ради, секретар виконавчого комітету |
| 8                                                       | Коновалова Валентина Григорівна  | 03.11.2010            | вища    | член Партії регіонів                          | пенсіонер                                                                     |
| 9                                                       | Куликова Вікторія В'ячеславівна  | 03.11.2010            | вища    | член Партії регіонів                          | Фермерське господарство Зелений гай"                                          |
| 11                                                      | Стрюкова Людмила Іванівна        | 03.11.2010            | середня | член Партії регіонів                          | ПСП «Новогригорівське», головний економіст                                    |
| 12                                                      | Науменко Наталя Вікторівна       | 03.11.2010            | середня | член Партії регіонів                          | тимчасово не працює                                                           |
| 13                                                      | Сергеєв Віктор Анатолійович      | 03.11.2010            | середня | член Партії регіонів                          | ПСП «Новогригорівське», завідувач господарства                                |
| 15                                                      | Крижко Валерій Васильович        | 03.11.2010            | вища    | член Партії регіонів                          | ПСП «Новогригорівське», головний інженер                                      |
| 16                                                      | Куліков Микола Петрович          | 03.11.2010            | вища    | член Партії регіонів                          | ПСП «Новогригорівське», завідувач ковбасного цеху                             |
| Політична партія Всеукраїнське об'єднання «Батьківщина» |                                  |                       |         |                                               |                                                                               |
| 7                                                       | Савчук Сергій Степанович         | 03.11.2010            | середня | член Всеукраїнського об'єднання «Батьківщина» | ДП «Логос фарм», керуючийсправами                                             |
| Політична партія «Сильна Україна»                       |                                  |                       |         |                                               |                                                                               |
| 1                                                       | Євтушенко Марія Петрівна         | 03.11.2010            | вища    | член Політичної партії «Сильна Україна»       | Новогригорівська загальноосвітня школа, вчитель                               |
| 6                                                       | Гаркуша Вікторія Іванівна        | 03.11.2010            | середня | член Політичної партії «Сильна Україна»       | Генічеський РБК, методист                                                     |
| 14                                                      | Трипольська Наталя Іванівна      | 03.11.2010            | середня | член Політичної партії «Сильна Україна»       | Новогригорівській вузол зв'язку, начальник пошти                              |